# إنريكي كامبوس مينينديث
إنريكي كامبوس مينينديث (بالإسبانية: Enrique Campos Menéndez)‏ هو دبلوماسي واقتصادي وكاتب وسياسي تشيلي، ولد في 12 أغسطس 1914 في بونتا أريناس في تشيلي، وتوفي في 12 يونيو 2007 بسبب نوبة قلبية. انتخب سفير وانتخب عضو مجلس النواب من شيلي.